# بيتر هايز
بيتر هايز (20 مايو 1954 في المملكة المتحدة - ) (بالإنجليزية: Peter Hayes)‏ هو لاعب كريكت بريطاني. لعب مع Suffolk County Cricket Club ‏ ونادي جامعة كامبريدج للكريكيت ‏.

## وصلات خارجية
- بيتر هايز على موقع إي آس بي آن كريك إنفو (الإنجليزية)